# راهب صدقه‌گیر

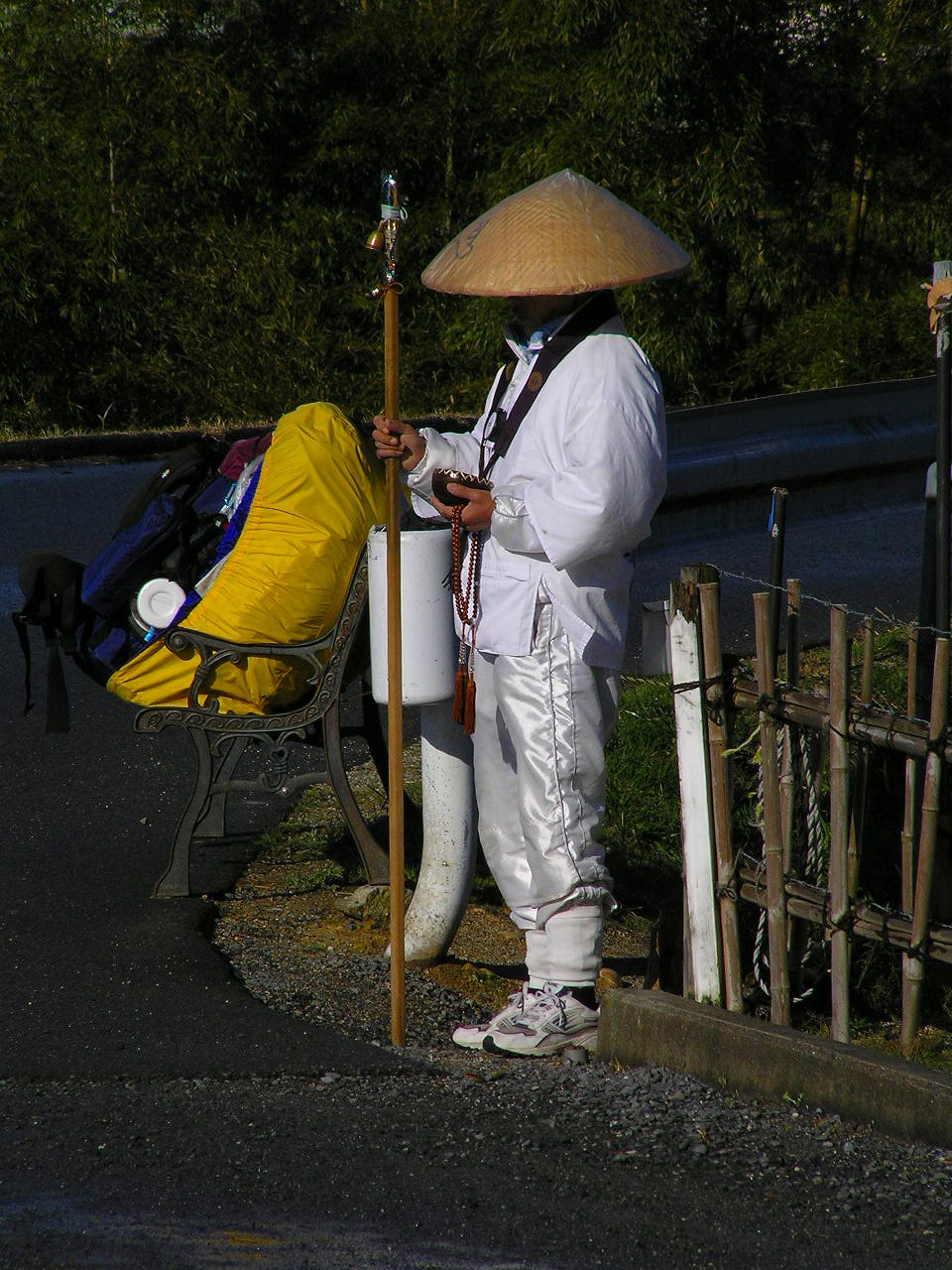
یک زائر بودایی ژاپنی در در انتظار صدقه (در مسیر زیارتی شیکوکو، ژاپن)

در برخی ادیان راهب صدقه‌گیر به دین‌آموزان و روحانیونی می‌گویند که برای گذران زندگی و حتی زنده ماندن، عمدتاً یا منحصراً به دریافت صدقه از مردم تکیه می‌کنند. اصولاً طریقت‌های صدقه‌گیر دارای اموال اندکی هستند، چه به صورت فردی و چه جمعی، و در بسیاری از موارد اعضای این فرقه‌ها «عهد فقر» بسته‌اند تا تمام وقت و توان خود را صرف عمل به ایمان، موعظه و امور دینی جامعه کنند.
صدقه‌زیستی نوعی ریاضت‌طلبی، به ویژه در مسیحیت غربی است. در مسیحیت شرقی، از برخی از زاهدان به عنوان حماقت‌پیشگان مسیح یاد می‌شود، زیرا آن‌ها در برهه‌ای از زمان برای ریاضت دینی وانمود می‌کنند که دیوانه هستند.
شیوه صدقه‌گیری در بسیاری از طریقت‌های مذهبی دیده می‌شود، از جمله مذهب کاتولیک، مرتاضان هندو، برخی از دراویش صوفی در اسلام، و راهبان جینیسم و بودیسم.
در حالی که صدقه‌گیران نوع اصلی راهبان در بودیسم هستند و در هندوئیسم هندی و کشورهایی که سنت‌های مذهبی هند را دنبا کرده‌اند سابقه طولانی دارند، این روش تا قرون وسطی میانه در مسیحیت رایج نبود.

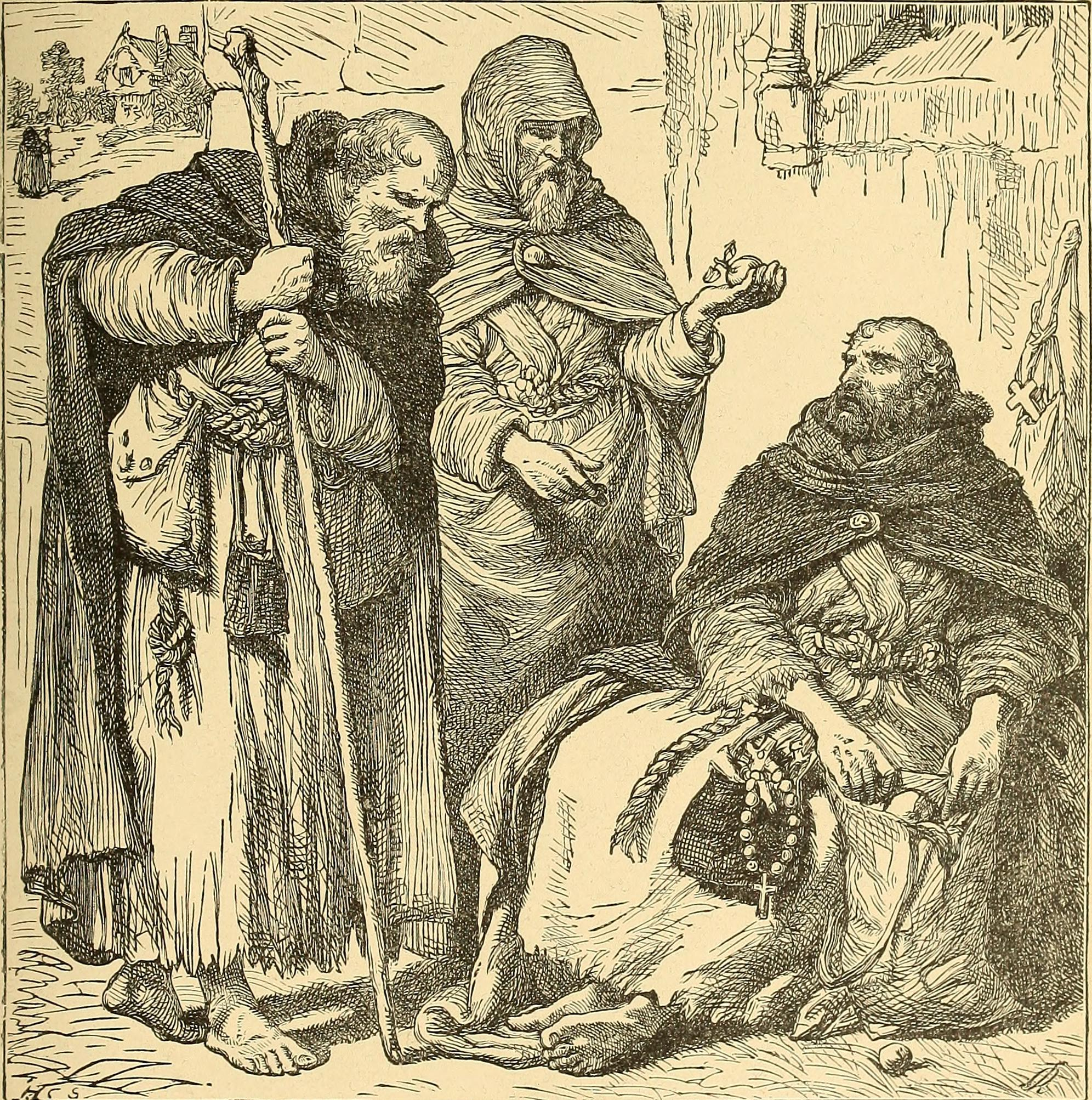
گروهی از کشیش‌های صدقه‌گیر مسیحی.

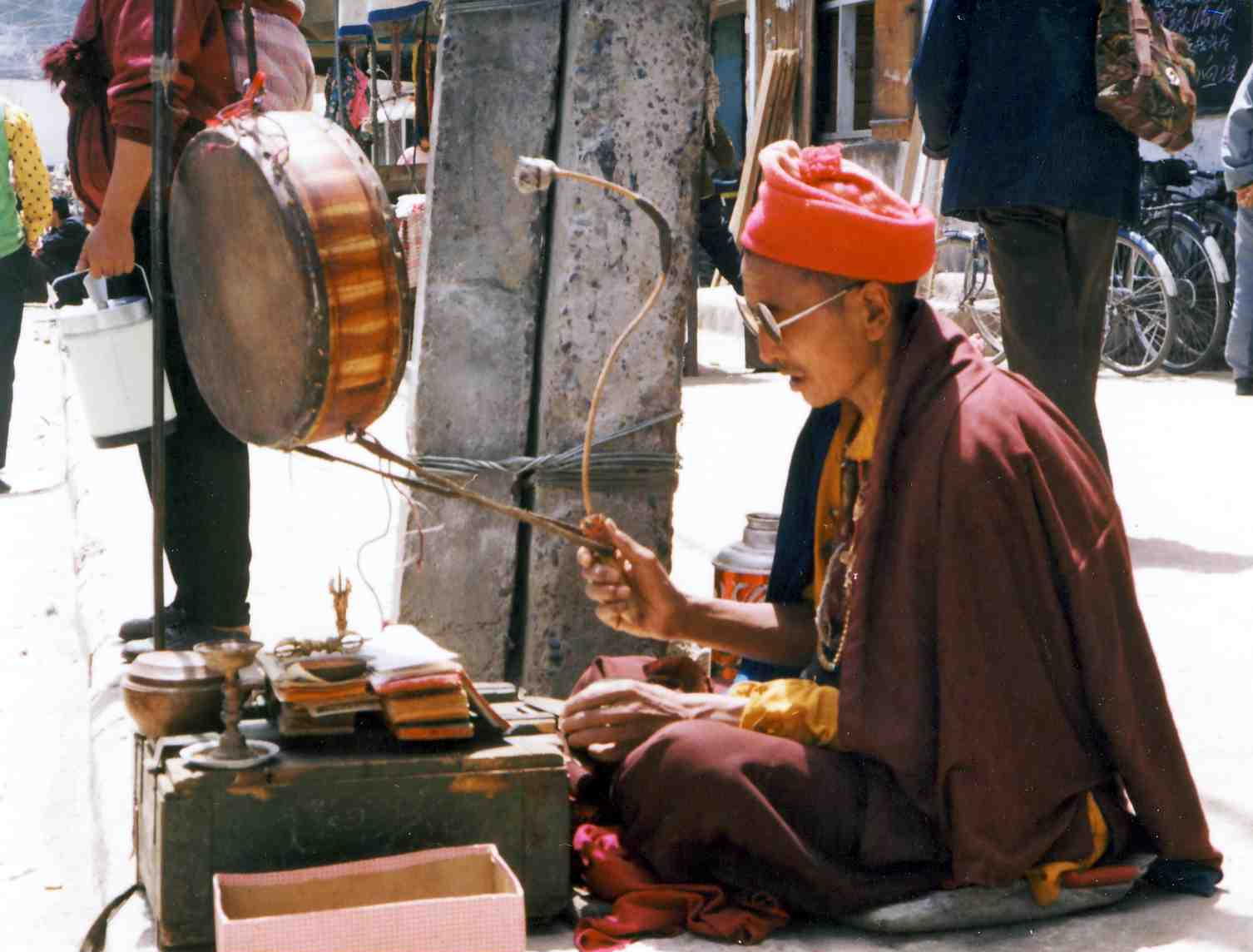
راهب صدقه‌گیر بودایی در حال خواندن متون مقدس در لهاسا، تبت، ۱۹۹۳

راهبان طریقت ترواده در آسیای جنوب شرقی همچنان به صدقه‌گیری، همان‌طور که از سوی بودا مقرر شده‌است، ادامه می‌دهند. غذای آنان از مؤمنان تهیه می‌شود و به‌طور برابر بین همه اعضای سانگها تقسیم می‌شود.
در میان مسلمانان، به ویژه در شمال نیجریه، افرادی به نام المهاجرون وجود دارند که اکثراً بچه های بین ۵ تا ۱۸ سال هستند که در شهرها قرآن می‌آموزند و برای رزق و روزی گدایی می‌کنند. علاوه بر المهاجرون، در شمال نیجریه، که منطقه ای عمدتاً مسلمان است، گداهای زیادی وجود دارد که ممکن است لزوماً المهاجرون نباشند. گروه صدقه‌گیران در این منطقه شامل افراد دارای معلولیت جسمی مانند معلولان، نابینایان و حتی افراد مسن می‌شود.